# Mala Powers
Mala Powers właściwie Mary Ellen Powers (ur. 20 grudnia 1931 w San Francisco, zm. 11 czerwca 2007 w Burbank) – amerykańska aktorka kinowa, telewizyjna i sceniczna.
Wychowała się w Hollywood, a debiutowała jako aktorka w wieku 11 lat w filmie Tough as They Come. Największą popularnością cieszyła się w latach 40 i 50 XX wieku. Prawdziwą sławę przyniosła jej rola Roxanne z filmu Cyrano de Bergerac, w którą wcieliła się mając 19 lat oraz główna rola w filmie Outrage opowiadającym historię ofiary gwałtu.
Po zakończeniu kariery aktorskiej prowadziła warsztaty. Na deskach teatralnych po raz pierwszy stanęła w 2002, występując w sztuce "Mr. Shaw Goes to Hollywood".
Zmarła w wieku 76 lat, przyczyną śmierci były komplikacje związane z białaczką, na którą cierpiała aktorka.